# Streepkoptimalia
De streepkoptimalia (Macronus striaticeps, ook wel Macronous striaticeps) is een vogelsoort uit de familie van de timalia's. De soort komt alleen voor op de Filipijnen.
In de Visayas wordt deze soort ook wel Gaas-gaas genoemd.

## Kenmerken
De streepkoptimalia is een relatief kleine timalia. De mannetjes en vrouwtjes van de soort lijken sterk op elkaar. De vier ondersoorten zijn onder andere van elkaar te onderscheiden door het verschil in grootte.
De streepkoptimalia lijkt enigszins op eveneens Filipijns-endemische gestreepte woltimalia, die echter te onderscheiden is door de witte keel en de dikke witte strepen op de donkergekleurde borst. Bovendien is de gestreepte woltimalia meestal iets donkerder van kleur met een iets kortere staart.
Deze soort wordt inclusief staart zo'n 14,5 centimeter met een vleugellengte van zo'n 6 cm.

## Verspreiding en leefgebied
De streepkoptimalia komt voor in de Filipijnen. De vogel leeft in kleine groepjes in het dichte struikgewas van oerwouden en secundaire bossen tot een hoogte van zo'n 1500 meter boven zeeniveau. Er zijn vier ondersoorten:
- M. s. mindanensis: de oostelijke Visayas en Mindanao.
- M. s. alcasidis: Dinagat en Siargao.
- M. s. striaticeps: Basilan.
- M. s. kettlewelli: de Sulu-eilanden.

## Voortplanting
De streepkoptimalia plant zich voort van maart tot juni. Het nest bestaat uit een bal van los geweven takjes. Het legsel bestaat uit 3 eieren. De eieren zijn wit met dikke donkerrode stippen.

## Status
De grootte van de populatie is niet gekwantificeerd maar de soort wordt omschreven als algemeen. Op de Rode lijst van de IUCN heeft deze soort de status niet bedreigd.